# Municipio di Glasgow

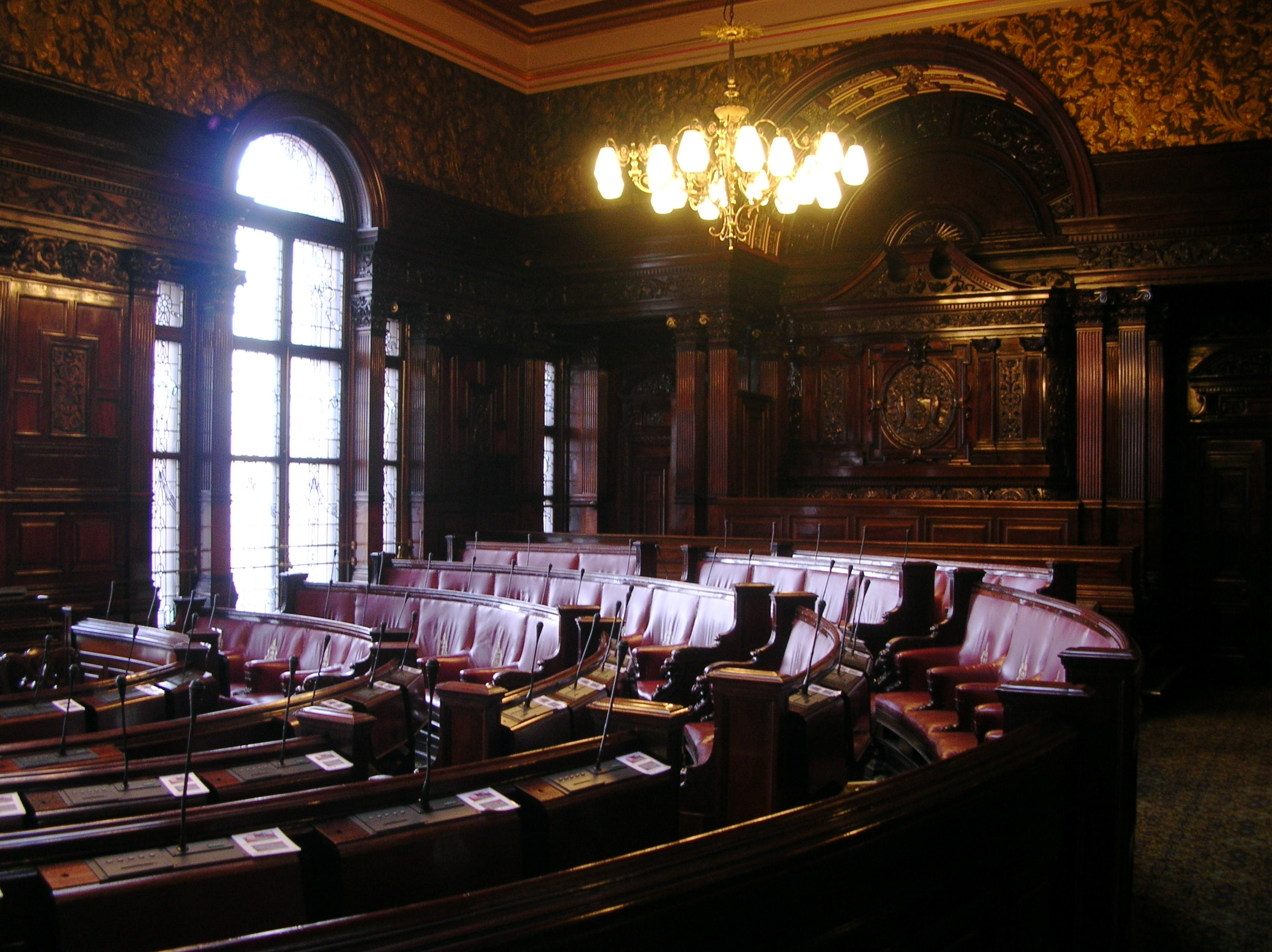
Il Municipio.

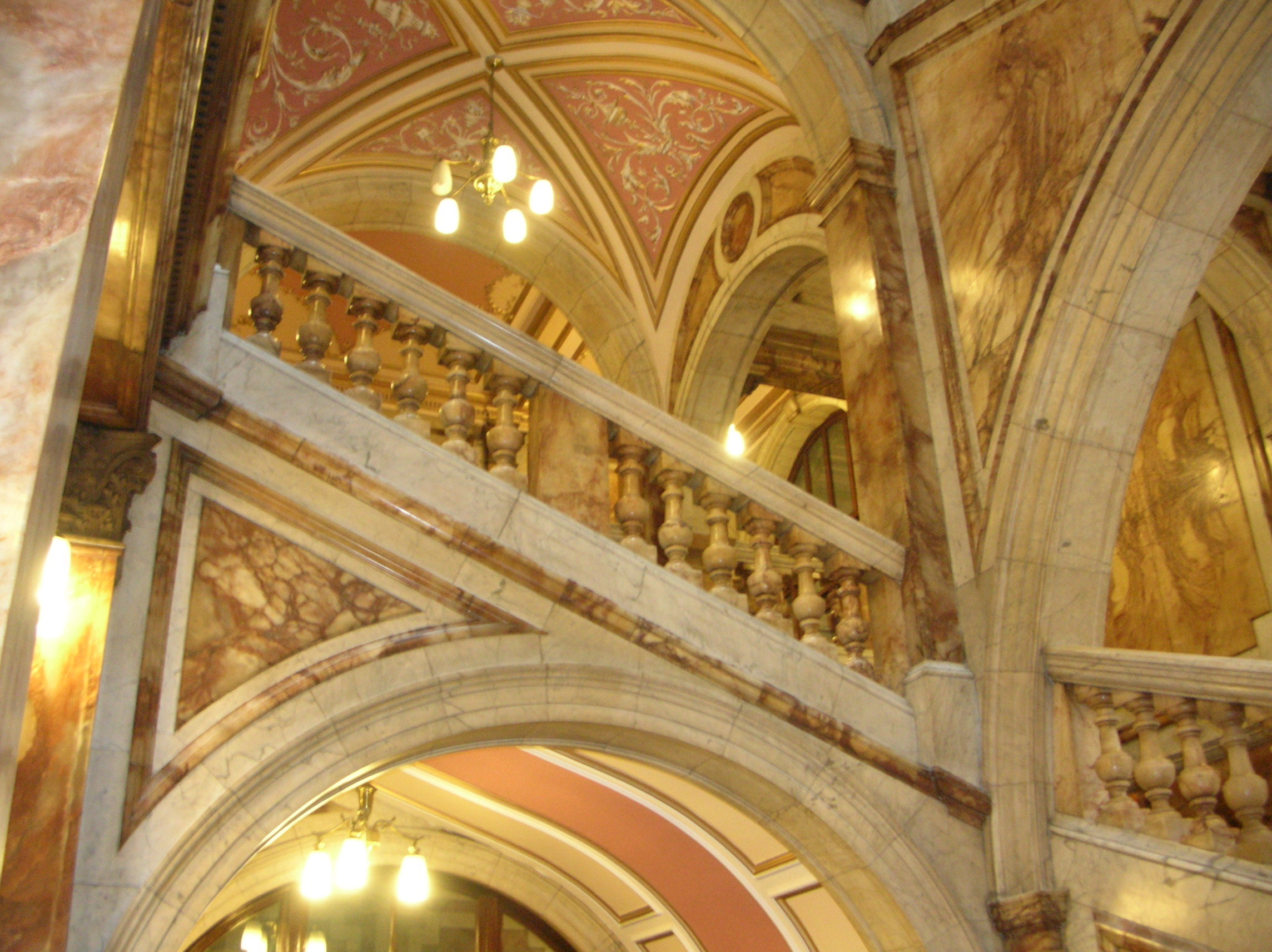
La scalinata principale in marmo di Carrara.

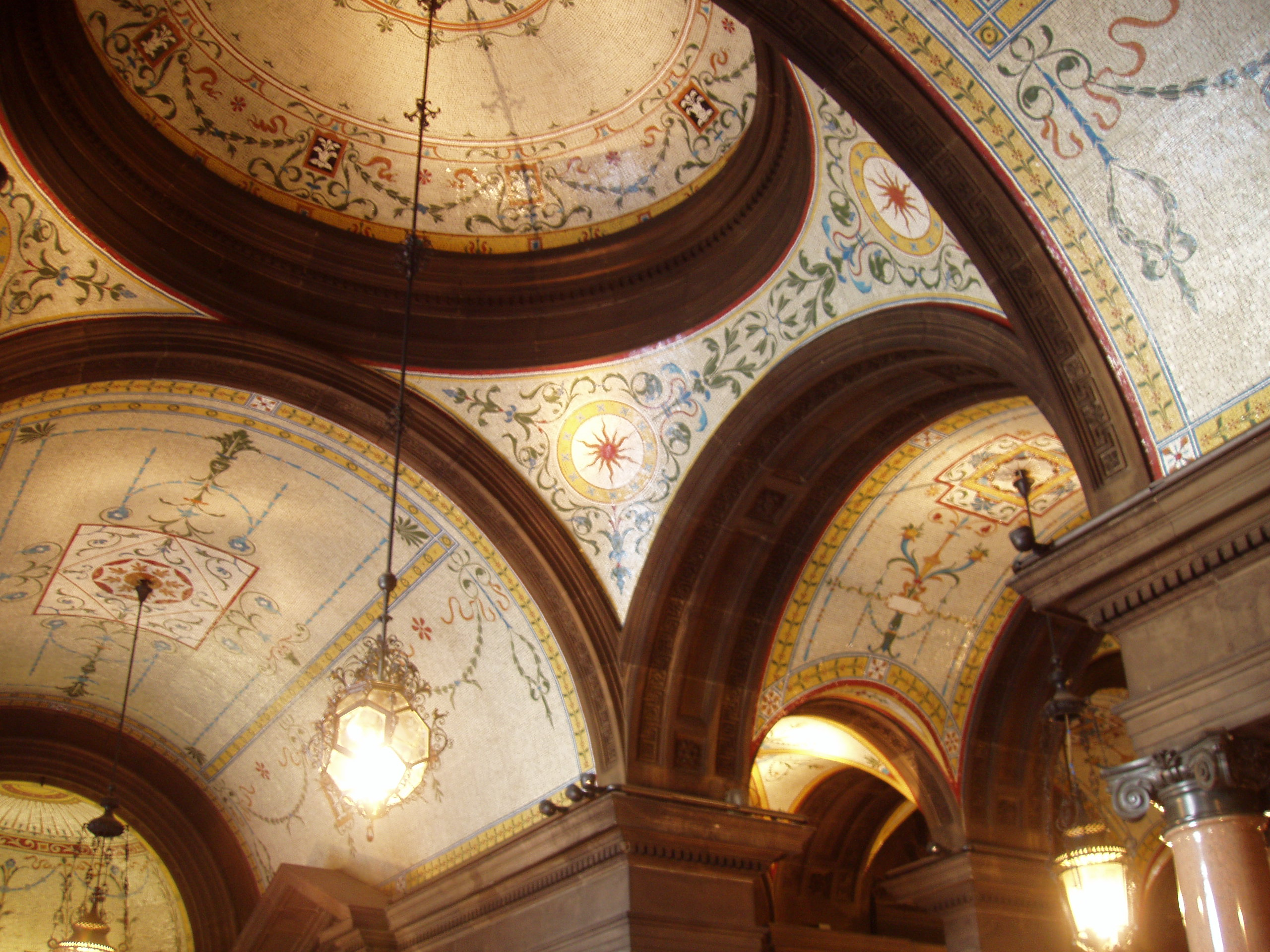
Il soffitto a mosaico della Loggia al piano terra.

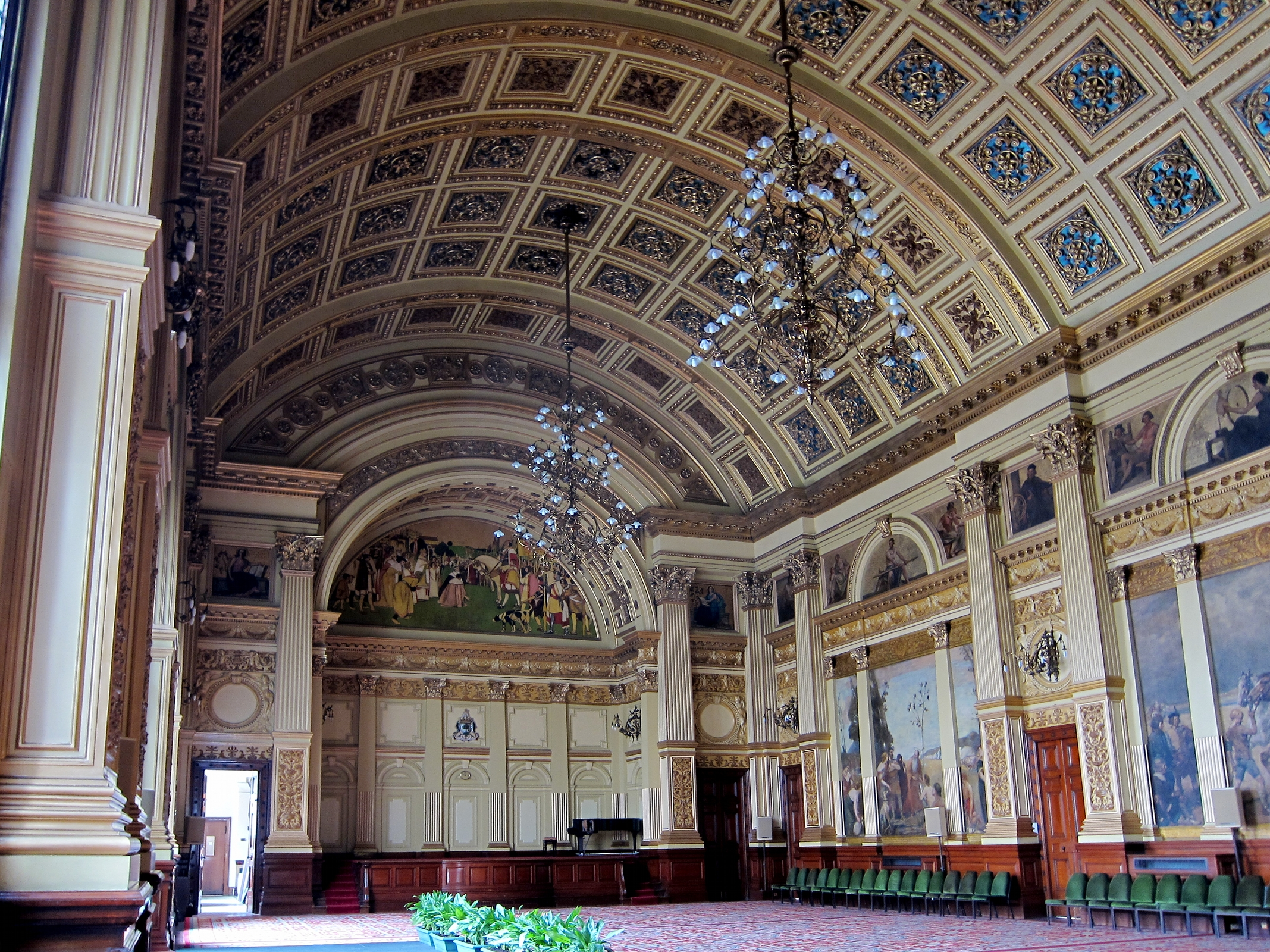
La sala del banchetto del Municipio.

Il Municipio di Glasgow (Glasgow City Chambers) in Scozia ospita la sede del Consiglio comunale di Glasgow (Glasgow City Council) dal 1996, e quella delle precedenti forme di governo municipale della città dal 1889. Ubicato sul lato orientale di George Square, la principale piazza di Glasgow, l'edificio è un mirabile esempio di architettura civica vittoriana. Fu costruito fra il 1882 e il 1888 in base al progetto, vincitore di un concorso, dell'architetto scozzese William Young, originario di Paisley.
Inaugurato nell'agosto 1888 dalla regina Vittoria, la prima riunione del Consiglio comunale ospitata dal Municipio ebbe luogo nell'ottobre 1889.
L'edificio originariamente aveva un'area di 5.016 metri quadrati. Nel 1923, fu aperta una nuova ala nella parte orientale dell'edificio in John Street e nel 1984 fu completata l'Exchange House in George Street, aumentando le dimensioni del complesso fino a circa 14.000 metri quadrati.

## Storia
L'esigenza di un nuovo municipio era evidente fin dal XVIII secolo, quando il vecchio Tolbooth di Glasgow Cross divenne insufficiente ai fini del governo civico in una città in espansione con responsabilità politiche sempre maggiori. Nel 1814, il Tolbooth fu venduto – ad eccezione del campanile, che rimane ancora – e il municipio trasferito a Jail Square nel mercato del sale (Saltmarket), vicino a Glasgow Green. I successivi trasferimenti furono fatti in Wilson Street e Ingram Street. All'inizio degli anni 1880, fu chiesto all'architetto della Città di Londra, John Carrick, di individuare un sito adatto allo scopo di costruire un municipio comunale. Carrick individuò il lato orientale di George Square, che fu poi acquistato.
Il nuovo Municipio ospitò inizialmente il Consiglio comunale di Glasgow (Glasgow Town Council) dal 1888 al 1895, quando fu sostituito dall'Ente Glasgow (Glasgow Corporation). Rimase la sede dell'Ente finché fu sostituito dal Consiglio distrettuale di Glasgow (Glasgow District Council) nell'ambito del più ampio Consiglio regionale di Strathclyde nel 1975. Il Municipio è sede del Consiglio comunale di Glasgow (Glasgow City Council) dal 1996, quando quest'ultimo sostituì il Consiglio in seguito all'abolizione della Regione di Strathclyde.

## Esterno
L'edificio è nello stile Beaux arts, un'interpretazione del neoclassica che incorpora gli stili italianizzanti con un'ampia gamma di ornamenti decorativi, usata per esprimere la ricchezza e la prosperità economica, guidata dalle esportazioni, della seconda città dell'Impero. La scultura esterna, di James Alexander Ewing, includeva il Frontone centrale del Giubileo come elemento principale. Sebbene originariamente teso a presentare una figura simboleggiante Glasgow "con il Clyde ai suoi piedi che mandava i suoi produttori in tutto il mondo", Il Frontone fu riprogettato per celebrare il Giubileo d'oro della regina Vittoria. Raffigura Vittoria sul trono, circondata dalle figure emblematiche di Scozia, Inghilterra, Irlanda e Galles, a fianco delle colonie dell'Impero britannico. Ewing progettò anche le sculture all'apice del frontone della Verità, della Ricchezza e dell'Onore, e le statue delle Quattro Stagioni sulla torre del Municipio. La figura apicale centrale della Verità è conosciuta popolarmente come la Statua della Libertà di Glasgow, a causa della sua stretta rassomiglianza con la statua del porto di New York, dotata di una posa simile, ma molto più grande.

## Interno
Il salone d'ingresso del Municipio mostra un mosaico dello stemma della città sul pavimento. Lo stemma riflette le leggende sul santo patrono di Glasgow, San Mungo, e include quattro emblemi – l'uccello, l'albero, la campana e il pesce – come ricordato nei seguenti versi:
(Filastrocca sulla leggenda di San Mungo)
Un arazzo astratto appeso nel salone mira a rappresentare il passato e il presente di Glasgow.
Pilastri di marmo e granito danno accesso a scalinate di marmo di Carrara, pietra e alabastro, e un soffitto decorato in foglia d'oro è sormontato da una cupola in vetro dipinto.
Il Corridoio del Consigliere (Counsellor's Corridor), contenente le cassette postali dei consiglieri e decorato in maiolica italiana, conduce alle Sale delle Commissioni, dove si riuniscono le commissioni istituzionali, e ad un'impressionante libreria.
Il corridoio conduce anche nella Camera del Consiglio. Qui il Consiglio si riunisce formalmente, ed è una delle sale più imponenti del Municipio, presentando una ricca pannellatura di mogano spagnolo. Ci sono seggi per ciascuno dei 79 consiglieri, situati un emiciclo, tutti rivolti verso il Lord Prevosto (l'equivalente scozzese del sindaco o Lord Mayor che si trova a Londra e in altre città), il suo Vice, e il direttore generale, che sono seduti dietro la mazza cerimoniale. Una galleria per il pubblico si affaccia sulle sedute e una piccola galleria per la stampa è collocata lateralmente.
L'ufficio principale del Lord Prevosto è decorato nello stesso stile veneziano del resto dell'edificio. Famosi visitatori, tra i quali la famiglia reale britannica hanno firmato qui il libro dei visitatori.
La mazza municipale è custodita in un'anticamera che conduce all'ufficio del Lord Prevosto. Parte del rituale delle sedute del Consiglio prevede che la mazza sia portata dal Funzionario del Consiglio quando accompagna il Lord Prevosto nella Camera del Consiglio per presiedere le riunioni. La mazza è fatta d'argento ricoperto d'oro, e fu introdotta nel consiglio nel 1912.
Adiacenti alla Camera del Consiglio, ci sono tre stanze usate per funzioni istituzionali e grandi riunioni: il Salone di Citrino americano (Satinwood Salon), la Stanza Ottagonale (Octogonal Room) e il Salone di Mogano (Mahogabny Salon). Queste stanze sono decorate, come implicano i loro nomi, con legni pregiati e ospitano anche una selezione di bei dipinti.
La stanza più grande del Municipio è la Sala del Banchetto. La sua magnificenza ha impressionato molti capi di stato, e ha assistito a molti tipi diversi di eventi, da quelli civili formali a lanci di dischi, sfilate di moda, feste di Natale per bambini e funzioni private. Nelson Mandela ricevette qui le chiavi della città.
La sala è lunga 33,5 m, larga 14,6 m e alta 15,8 m. Il tappeto è composto da tre sezioni che sono ruotate regolarmente per prevenirne il logoramento. Il disegno del tappeto riflette l'elaborato motivo del tetto. Enormi murali della Scuola di Glasgow decorano le pareti, raffigurando la concessione dello stato della città, la sua storia e cultura, e i quattro principali fiumi scozzesi. I candelieri elettrici della sala, chiamati anche "elettrolieri" (electroliers), furono progettati nel 1885.
Le visite giornaliere del Municipio si concludono al terzo piano, che permette di vedere il dettaglio sulla bella cupola visibile da altri piani, nonché i ritratti dei precedenti Lord Prevosti.

## Cultura di massa
Il Municipio fu utilizzato come parte degli esterni per il film La casa della gioia, un adattamento dell'omonimo romanzo di Edith Wharton diretto nel 2000 da Terence Davies, con Gillian Anderson e Dan Aykroyd.